# Mary Blanco Bolívar
Mary Cristina Blanco Bolívar (* 8. Dezember 1984 in Pesca, Departamento de Boyacá) ist eine kolumbianische Fußballschiedsrichterassistentin.
Seit 2016 steht sie auf der Liste der FIFA-Schiedsrichter.
Blanco Bolívar war unter anderem Schiedsrichterassistentin bei der Weltmeisterschaft 2019 in Frankreich, beim olympischen Fußballturnier 2020 in Tokio und bei der Europameisterschaft 2022 in England (im Schiedsrichtergespann von Emikar Calderas Barrera).
Zudem war sie unter anderem beim Algarve-Cup 2017, beim Algarve-Cup 2019 und bei der U-20-Weltmeisterschaft 2022 in Costa Rica im Einsatz.